# Thrissops

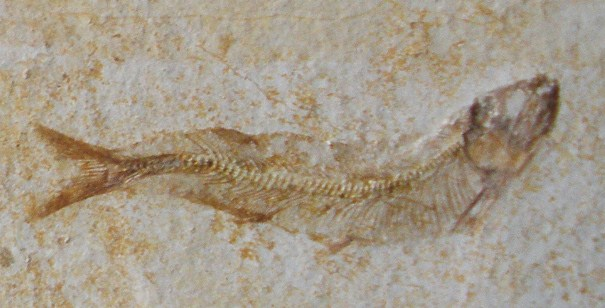
Imagen de un fósil del pez extinto Thrissops

Thrissops es un género extinto de peces teleósteos que vivió durante los períodos Jurásico y Cretáceo. Sus fósiles se han recuperado de estratos de las calizas tableadas de Solnhofen.

## Especies
Clasificación del género Thrissops:
- † Thrissops (Agassiz 1843)
  - † Thrissops curtus (Woodward 1919)
  - † Thrissops formosus (Agassiz 1833)
  - † Thrissops molossus (Woodward 1919)
  - † Thrissops portlandicus (Woodward 1895)
  - † Thrissops subovatus (Agassiz 1835)

## Galería

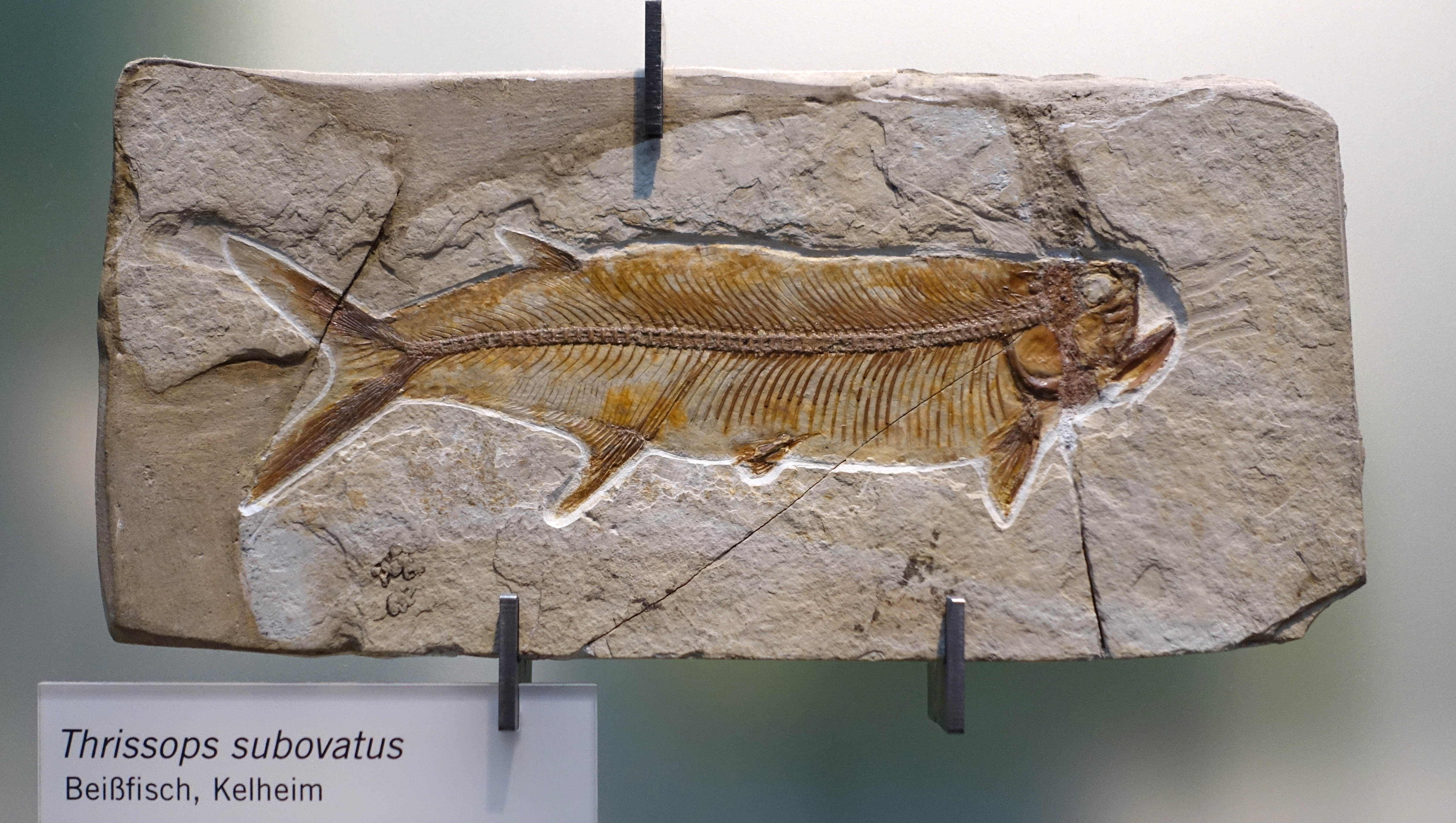
Thrissops subovatus
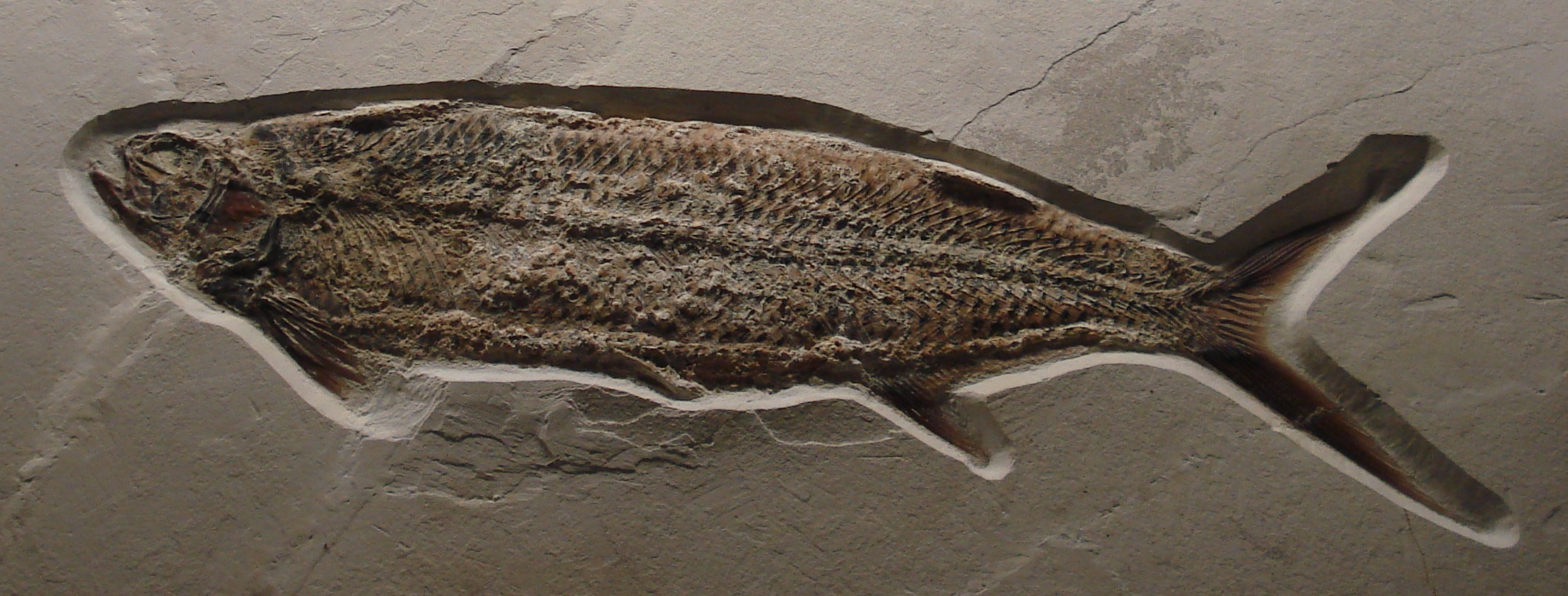
Thrissops formosus